# تشارلز إدوارد كينغسفورد
السير تشارلز إدوارد كينغسفورد سميث (Sir Charles Edward Kingsford Smith)، حاصل على وسام الصليب العسكري ووسام صليب سلاح الجو (9 فبراير 1897 - 8 نوفمبر 1935)، والمشهور بلقب «سميثي» (Smithy)، كان طيار أسترالي مبكر. في عام 1928، حصل على الشهرة العالمية عندما قام بأول رحلة عبر المحيط الهادئ من الولايات المتحدة إلى أستراليا. كما قام بالعبور الأول دون توقف للبر الرئيسي الأسترالي والرحلات الأولى بين أستراليا ونيوزيلندا والعبور الأول شرقا من المحيط الهادئ من أستراليا إلى الولايات المتحدة. كما قام برحلة من أستراليا إلى لندن، محققا رقما قياسيا جديدا يبلغ 10.5 يوما.

## روابط خارجية
- تشارلز إدوارد كينغسفورد على موقع الموسوعة البريطانية (الإنجليزية)
- The Pioneers – Charles Kingsford Smith
- Charles Kingsford Smith biography Ace Pilots نسخة محفوظة 27 سبتمبر 2011 على موقع واي باك مشين.
- Sir Charles Kingsford Smith Australian Heroes
- Charles Kingsford Smith about the Tasman flight
- Charles Kingsford Smith (includes photos of Sir Charles Kingsford Smith and his aeroplane, the Southern Cross)
- Sir Charles Kingsford Smith Sound Recordings and Newsreels
- Austin Byrne and the Kingsford Smith Southern Cross Memorial
- Sir Charles Kingsford Smith at the National Film and Sound Archive نسخة محفوظة 21 يناير 2018 على موقع واي باك مشين.
- Old Newspaper Articles – various Australian newspaper reports and photos about the Pacific Ocean crossing in 1928
- Photographs from an album kept by Charles Ulm's wife Mary including many of Charles Kingsford Smith: National Museum of Australia نسخة محفوظة 4 أكتوبر 2018 على موقع واي باك مشين.
- 'Our Heroes of the Air' – audio recordings of Kingsford Smith and Charles Ulm on the National Film and Sound Archive of Australia's website.